# Textové pole

Textové pole

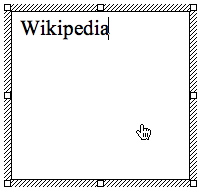
Textové pole v textovém procesoru

Textové pole (anglicky text box) je grafický ovládací prvek pro zadávání textu. Slouží k zadávání textové informace uživatelem do daného programu nebo aplikace.
Typické textové pole je obdélník libovolné velikosti, který odděluje textové pole od zbytku rozhraní programu či aplikace. Textová pole mohou obsahovat žádný, jeden nebo dva posuvníky. Obvykle je na nich zobrazen textový kurzor (blikající svislý řádek), který označuje aktuální oblast textu, která je upravována uživatelem.